# Міська клінічна лікарня № 1 (Москва)

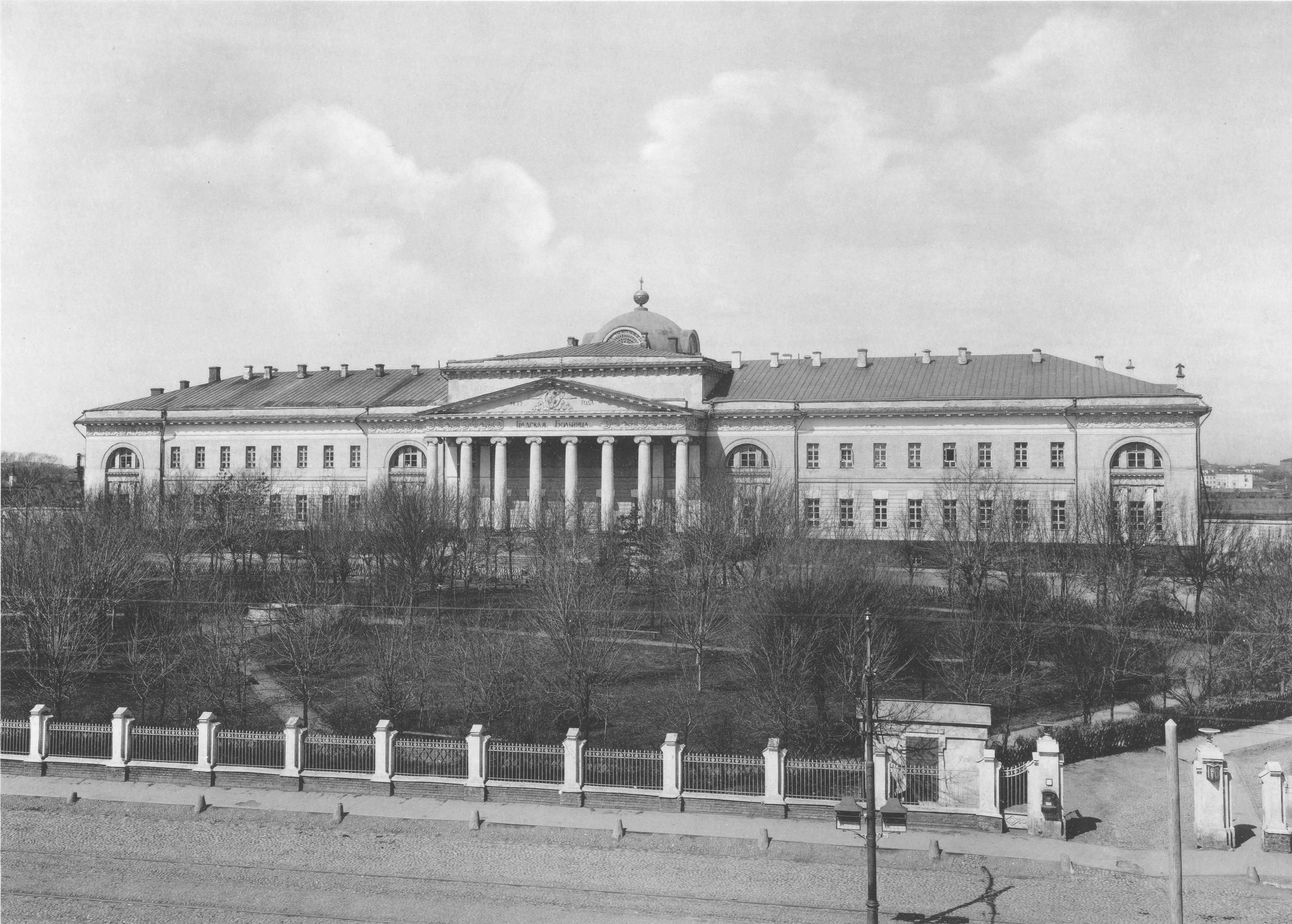
Перша Градська лікарня. Фото 1900-их років

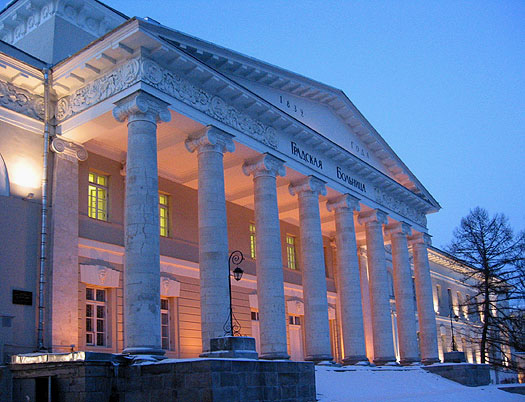
Фронтон лікарні. 2004 рік

Перша міська клінічна лікарня (Перша Градська лікарня) — московська лікарня, що виникла в результаті об'єднання трьох лікарень: Голіцинської, 1-ї Градської та 2-ї Градської лікарень.
Офіційна назва й адреса закладу станом на 2010 рік — МКЛ № 1 ім. М. І. Пирогова; 119049, місто Москва, Ленінський проспект, б. 8.

## Історія
Голіцинська лікарня — найстаріша з трьох об'єднаних лікарень, її було зведено за проектом архітектора Матвія Казакова (1738–1812) на кошти, які заповідав князь Дмитро Голіцин (1721–1793) «на облаштування в столичному місті Москві закладу Богу угодного й людям корисного». Була відкрита 1802 року й стала третьою лікарнею в Москві цивільного відомства.
1833 року поряд із Голіцинською лікарнею з'явилась Перша Градська лікарня. Вона стала першим лікувальним закладом, який було зведено на кошти міста (всі решта лікувальних закладів утримувались за рахунок пожертв Імператорського двору чи приватних осіб). Відповідно до статуту Першої Градської лікарні «всі бідні обох статей люди будуть прийняті й вилікувані безкоштовно, окрім заможних».
Ще пізніше, 1866 року, поряд із Голіцинською та Першою Градською лікарнею з'явилась Тимчасова лікарня для тифозних хворих; з 1878 року вона називалась Другою Градською лікарнею, у 1902 році на честь міського голови почала носити ім'я князя А. П. Щербатова, після чого довгі роки була відома як Щербатівська лікарня.
1919 року до складу Першої Градської лікарні була включена Голіцинська лікарня, а 1959 року — також і Друга Градська.